# ユーゴスラビア共産主義者同盟
ユーゴスラビア共産主義者同盟（ユーゴスラビアきょうさんしゅぎしゃどうめい、略称：SKJ）は、社会主義政権時代のユーゴスラビアにおける一党独裁政党。共産主義政党。

## 党名
上からセルボクロアチア語（キリル文字）、セルボクロアチア語（ラテン文字）、英語
- 1919年 - 1920年　ユーゴスラビア社会主義労働党-共産主義派
  - Социјалистичка радничка партија Југославије (комуниста)
  - Socijalistička radnička partija Jugoslavije (komunista)
  - Socialist Labor Party of Yugoslavia (Communist)
- 1920年 - 1952年　ユーゴスラビア共産党
  - Комунистичка партија Југославије
  - Komunistička partija Jugoslavije
  - Communist Party of Yugoslavia
- 1952年 - 1990年　ユーゴスラビア共産主義者同盟
  - Савез комуниста Југославије
  - Savez komunista Jugoslavije
  - League of Communists of Yugoslavia

## 党史

### 前身政党の結成と非合法化
第一次世界大戦後、セルブ＝クロアート＝スロベーヌ王国（セルビア人＝クロアチア人＝スロベニア人王国）が建国され、1929年にはユーゴスラビア王国と改称した。そんな中ロシアでの十月革命の影響を受け、第一次大戦前まで分裂していたセルビアなど国家構成体内の社会民主主義政党が結束し、1919年にユーゴスラビア社会主義労働党-共産主義派（SRPJ-k）を創設。共産主義インターナショナルに参加するかたわら、初のセルビア議会選挙で第3党に躍進し、ベオグラード市長選に当選するなど、着実に勢力を固め、支持を広げていった。結党の1年後に当たる1920年、SRPJ-kはユーゴスラビア共産党（KPJ）と改称した。
王国内の諸政党と違い、KPJはストライキやデモによる大衆運動で支持を拡大し、その中で共産主義革命を成就する道を歩む政策をとっていた。そんなKPJの転機となったのは、ボスニアのトゥズラ近郊で起こった鉱山労働者のストライキである。このストライキで結果的に警官1人と鉱山労働者4人が死亡したことに対し、政府はKPJをストライキの首謀組織として一時的な非合法化を通告。また1921年には恒久的に非合法化された。

### 地下活動
非合法化により地下活動を余儀なくされたKPJだが、1926年にオーストリアのウィーン、1928年にはドイツのドレスデンで秘密会を招集するなど依然として一定の勢力は保っていた。しかし階級闘争において重要な役割を果たしていた党員は、既に勢力を衰退させていた。さらに1929年に独裁的なアレクサンダル1世が国王に即位し、全ての政党が非合法化されると、KPJに対する弾圧も最高潮に達した。弾圧を逃れたKPJ党員はソ連へと亡命するも、今度はスターリン（ソ連共産党指導者）による大粛清の標的となった。こうしてKPJは、ユーゴスラビア全体における共産主義者のまとめ役としての立場を失い、崩壊の危機にさらされた。
そんな中現れたのが、1937年よりKPJ書記長に就任し、党の指導権を握ったチトーである。彼はコミンテルンからの指導を受け、KPJの活動を再び活発化させるとともに、反ファシズム闘争への準備を進めていく。

### 反ファシズム闘争と祖国解放
アレクサンダル1世暗殺後、ユーゴスラビアではパヴレ・カラジョルジェヴィチによる摂政政治が続いていた。ユーゴスラビア政府はアレクサンダル1世死去後、親ドイツ政策をとり、1941年には日独伊三国同盟に加盟したが、国王ペータル2世の支持を受けた反ドイツ派がクーデターで新政府を樹立、中立を宣言した。その10日後、ヒトラー率いるナチス・ドイツの侵攻（ユーゴスラビア侵攻）に屈服し、国王ペータル2世と政府高官は亡命、ユーゴスラビア軍は枢軸国側に降伏した。
これによりクロアチアがクロアチア独立国としてドイツの傀儡国家となり、その他のユーゴスラビア領土もドイツ、イタリア、ハンガリー、ブルガリアといった枢軸国が分割占領した。
これらに対し、チトーなど共産主義者たちは国王支持派などを取り込んでヨーロッパ最大のパルチザン勢力を結成し、イギリスやアメリカの支援を得て祖国解放闘争を行った。連合国側ははじめ国王支持を表明していたが、1944年からはチトー率いるパルチザン勢力への支援に切り替えた。1945年、パルチザン勢力は自力でユーゴスラビアを解放することに成功した。これは他の東ヨーロッパ諸国と違い、ソ連軍の支援を受けずに達成されたものであることから、その後のユーゴスラビアとソ連の関係に大きく影響することとなる。

### 政権獲得と自主管理社会主義
1945年11月に憲法制定議会選挙が行なわれ、民主党などがボイコットを表明する中、KPJを中心とする人民戦線が91%の得票を獲得、これを受けて新議会は王政の廃止とユーゴスラビア連邦人民共和国（1963年、ユーゴスラビア社会主義連邦共和国に改称）の成立を宣言し、チトーが首相兼国防相となった。
1948年、KPJは第5回党大会を開催し、ソ連追従政策の取り消しと自主管理社会主義と呼ばれる独自の路線を採択した。これが東ヨーロッパ諸国を衛星国にしようとするスターリンの逆鱗に触れ、同年KPJはコミンフォルムから追放された。翌1949年には、ユーゴスラビアはコメコンからも除名されている。
自主管理社会主義とは、チトーがパルチザン闘争時代の同志であるミロバン・ジラスの影響から、労働者による経済自主管理システムの導入、党と国家の分権化などを進めたユーゴスラビア独自の社会主義政策で、ソ連を中心とする他の社会主義諸国からは「社会主義とかけ離れている」と非難されたが、西側諸国からはもっぱら好意的に受け止められた。1952年、KPJはユーゴスラビア共産主義者同盟（SKJ）と改称した。その後は党内外の反政府勢力を抑えながら、自主管理社会主義に基づくチトーの個人指導体制が1980年まで続くこととなる。
機構としては、ユーゴスラビアを構成する6つの共和国、すなわちセルビア、モンテネグロ、スロベニア、クロアチア、ボスニア・ヘルツェゴビナ、マケドニアのそれぞれに共産主義者同盟が置かれ、それらのまとめ役としてユーゴスラビア共産主義者同盟というトップ機関があるというものであった。

### チトーの死後
1980年にユーゴスラビア終身大統領のチトーが死去、SKJは集団指導体制に入った。しかし多民族国家ユーゴスラビアをまとめていたチトーのカリスマ性が失われたことは大きく、SKJの指導性は急速に崩壊を始めることとなる。その打開策として連邦を構成する6共和国の各共産主義者同盟の権限を大幅に拡大するなどの施策を講じたが、かつての影響力を回復することはできなかった。
1987年、セルビア共産主義者同盟（後のセルビア社会党）の書記長にスロボダン・ミロシェヴィッチが就任。彼のセルビア至上主義とも言うべき民族主義は、SKJ全体の連帯維持に亀裂を生じさせ、6共和国の各共産主義者同盟間の対立が激化し、1990年のSKJ臨時党大会でセルビアとスロベニアの共産主義者同盟がSKJから離脱。契機にSKJは共産主義政党、社会主義政党、社会民主主義政党などに分裂解体し、消滅した。

### 分裂後
セルビア共産主義者同盟は1990年にセルビア勤労人民社会主義同盟と合併しセルビア社会党となった。
クロアチア共産主義者同盟は1990年に共産主義者同盟＝民主変革党と改称、1994年にはクロアチア社会民主主義者と合併しクロアチア社会民主党となり現在に至る。
マケドニア共産主義者同盟は1990年にマケドニア社会民主同盟と改称して現在に至る。
スロベニア共産主義者同盟は1990年にスロベニア民主革新党と改称、その後1993年に社会民主同盟、労働党と合併して社会民主党となり現在に至る。
ボスニア・ヘルツェゴビナ共産主義者同盟は1990年にボスニア・ヘルツェゴビナ社会民主党に改称して現在に至る。
モンテネグロ共産主義者同盟は1991年にモンテネグロ社会主義者民主党と改称して現在に至る。

## 後継政党
SKJ自体は消滅したが、SKJの路線を受け継ごうという動きは存在した。その1つがユーゴスラビア新共産党(NKPJ)である。NKPJは旧KPJの伝統を受け継ぐ後継政党であると自認していたが、SKJのチトー主義とは異なる路線をとった。その他に旧SKJの軍人を中心としたユーゴスラビア運動共産主義同盟(SK-PJ)や、SKJの名をそのまま踏襲した政党があったが、いずれもその影響力は小さく、間もなく衰退していった。

## 歴代書記長
| 名前                                                                                      | 任期                            | 役職、備考                             |
| ----------------------------------------------------------------------------------------- | ------------------------------- | -------------------------------------- |
| フィリップ・フィリポヴィッチ ジヴコ・トパロヴィッチ                                       | 1919年4月 - 1920年6月           | 政治上の書記長                         |
| ヴラディミール・チョピッチ                                                                | 1919年4月 - 1920年6月           | 組織的な書記長                         |
| パヴレ・パヴロヴィッチ ヤコヴ・ラストリッチ                                               | 1920年6月 - 1921年8月           | 中央委員会委員長                       |
| フィリップ・フィリポヴィッチ シマ・マルコヴィッチ                                         | 1920年6月 - 1921年8月           | 政治上の書記長                         |
| ヴラディミール・チョピッチ                                                                | 1920年6月 - 1921年8月           | 組織的な書記長                         |
| 1921年に廃止された後、1921年6月に形成された新たな中央党執行部は、共産党の指揮を引き継ぐ。 |                                 |                                        |
| コスタ・ノヴァコヴィッチ トリシャ・カクレロヴィッチ モシャ・ピヤデ                        | 1921年8月 - 1922年6月           | 中央党執行部に代替                     |
| 執行部における分裂は共産党執行委員会の設立へと導いた。                                    |                                 |                                        |
| シマ・マルコヴィッチ                                                                      | 1921年9月 - 1922年7月           | 共産党執行委員会に移行                 |
| 派閥は1922年7月にウィーンで開催されたフィルスト州協議会で再結合した。                     |                                 |                                        |
| シマ・マルコヴィッチ                                                                      | 1922年7月 - 1923年5月           | 書記長                                 |
| トリシャ・カクレロヴィッチ                                                                | 1923年5月 - 1926年5月           | 書記長                                 |
| シマ・マルコヴィッチ                                                                      | 1926年5月 - 1928年4月           | 政治上の書記長                         |
| ラドミール・ヴヨヴィッチ                                                                  | 1926年5月 - 1928年4月           | 組織的な書記長                         |
| 中央委員会はコミンテルンによって1928年4月に退けられ、一時的な執行部に取り替わった。       |                                 |                                        |
| 一時的な執行部下 デュロ・ダコヴィッチ                                                     | 1928年4月 - 1928年11月          |                                        |
| ヨヴァン・マリシッチ                                                                      | 1928年11月 - 1934年             | 政治上の書記長                         |
| デュロ・ダコヴィッチ                                                                      | 1928年11月 - 1929年             | 組織的な書記長                         |
| 1930年以来、党執行部は1934年までウィーンに亡命中で、国との接触がなかった。                |                                 |                                        |
| ミラン・ゴルキッチ                                                                        | 1934年12月 - 1936年11月         | 政治上の書記長                         |
| ミラン・ゴルキッチ                                                                        | 1936年11月 - 1937年10月23日     | 総書記；1939年にモスクワで殺害される。 |
| ヨシップ・ブロズ・チトー                                                                  | 1936年11月 - 1938年5月          | 組織的な書記長                         |
| 一時的な執行部下 ヨシップ・ブロズ・チトー                                                 | 1938年3月 - 1939年3月           |                                        |
| ヨシップ・ブロズ・チトー                                                                  | 1939年3月 - 1980年5月4日        | 総書記、大統領                         |
| 名前                                                                                      | 任期                            | 出身                                   |
| ブランコ・ミクリッチ （代理）                                                             | 1978年10月19日 - 1979年10月23日 | ボスニア・ヘルツェゴビナ               |
| ステヴァン・ドロニスキ （5月4日までの代理）                                               | 1979年10月23日 - 1980年10月20日 | ヴォイヴォディナ                       |
| ラザル・モイソフ                                                                          | 1980年10月20日 - 1981年10月20日 | マケドニア                             |
| ドゥシャン・ドラゴサヴァツ                                                                | 1981年10月20日 - 1982年6月29日  | クロアチア                             |
| ミティア・リビチッチ                                                                      | 1982年6月29日 - 1983年6月30日   | スロベニア                             |
| ドラゴスラヴ・マルコヴィッチ                                                              | 1983年6月30日 - 1984年6月26日   | セルビア                               |
| アリ・シュクリヤ                                                                          | 1984年6月26日 - 1985年6月25日   | コソボ                                 |
| ヴィドイェ・ジャルコヴィチ                                                                | 1985年6月25日 - 1986年6月26日   | モンテネグロ                           |
| ミランコ・レノヴィツァ                                                                    | 1986年6月28日 - 1987年6月30日   | ボスニア・ヘルツェゴビナ               |
| ボシュコ・クルニッチ                                                                      | 1987年6月30日 - 1988年6月30日   | ヴォイヴォディナ                       |
| スティペ・シュヴァル                                                                      | 1988年6月30日 - 1989年5月17日   | クロアチア                             |
| ミラン・パンチェフスキ                                                                    | 1989年5月17日 - 1990年6月30日   | マケドニア                             |